# Husnes
Husnes este o localitate din comuna Kvinnherad, provincia Hordaland, Norvegia, cu o suprafață de 2,76 km² și o populație de 2.212 locuitori (2013).